# Motten (Niemcy)
Motten – miejscowość i gmina w Niemczech, w kraju związkowym Bawaria, w rejencji Dolna Frankonia, w regionie Main-Rhön, w powiecie Bad Kissingen. Leży w Rhön, około 31 km na północny zachód od Bad Kissingen, przy autostradzie A7 i drodze B27.

## Dzielnice
W skład gminy wchodzą trzy dzielnice: Kothen, Motten i Speicherz.

## Demografia
| Rok  | Liczba mieszk. |
| ---- | -------------- |
| 1970 | 1.617          |
| 1987 | 1.641          |
| 2000 | 1.946          |
| 2005 | 1.935          |

## Oświata
(na 1999)

W gminie znajduje się 117 miejsc przedszkolnych (z 95 dziećmi) oraz szkoła podstawowa (4 nauczycieli, 100 uczniów).